# 布魯克林大廈
布魯克林大廈（The Brooklyn Tower），又稱迪卡爾布9號（9 DeKalb Avenue），是位於美國紐約市布魯克林的一座摩天大樓，高325公尺、74層樓。建築工程於2018年開始動工，2023年正式完工，是布魯克林第一高樓、紐約市第十高樓。